# Wæclingas
Les Wæclingas sont un peuple anglo-saxon des Midlands. Avec les Brahhingas et les Hicce, ils sont l'un des principaux peuples anglo-saxons du comté moderne du Hertfordshire.

## Étymologie
Wæclingas signifie « le peuple de Wæcla », en référence à un chef tribal ou à un ancêtre réél ou mythique dont le nom pourrait avoir été Wæcel ou Wacol. Il pourrait être à l'origine du nom de Watling Street, la voie romaine qui relie Douvres à Wroxeter, dont la section autour de St Albans aurait été baptisée ainsi avant que ce nom ne s'étende au reste de la route. Le village de Watlington, dans l'Oxfordshire, pourrait partager la même origine onomastique.

## Géographie
Le territoire des Wæclingas s'étend sur une partie du comté moderne du Hertfordshire, autour de la ville de St Albans (appelée Wæclingaceaster par Bède le Vénérable et dans une charte du début du Xe siècle). Ce territoire correspond peut-être au municipe de Verulamium, la cité romaine qui correspond à l'actuelle St Albans. Cette région pourrait avoir relevé de l'autorité des Saxons du Milieu ou des Saxons de l'Est avant que la Mercie n'en prenne le contrôle, vers 660.